# Cephaloascus
Cephaloascus — рід грибів родини Cephaloascaceae. Назва вперше опублікована 1920 року.

## Класифікація
До роду Cephaloascus відносять 2 види:
- Cephaloascus albidus
- Cephaloascus fragrans